# Шротт, Эрвин
Эрвин Эстебан Шротт Баладон (исп. Erwin Esteban Schrott Baladon, род. 21 декабря 1972 года в Монтевидео, Уругвай) — оперный певец (бас-баритон) родом из Уругвая (Монтевидео). Шротт известен своей интерпретацией заглавной партии оперы «Дон Жуан» Моцарта.

## Биография
Дебютировал в Монтевидео в возрасте 22 лет. Пел в Городском театре в Сантьяго, где он спел партию Тимура в «Турандот» Джакомо Пуччини, Коллена в «Богеме» и др.
Часто выступает на таких сценах, как Венская государственная опера, Метрополитен-опера (Нью-Йорк) и Королевский театр Ковент-Гарден (Лондон).
В конце 2007 года помолвлен с Анной Нетребко в Нью-Йорке. 5 сентября 2008 года в Вене певица родила ему сына — Тьяго Аруа. В ноябре 2013 года, после шести лет отношений, они решили расстаться.
От первого брака имеет дочь Лару.